# Événement lunaire d'avril 1787
L'événement lunaire d'avril 1787 est un événement observé sur la Lune les 19 et 20 avril 1787 par William Herschel. Décrit par ce dernier comme l'éruption d'un volcan, l'événement serait selon William Bruckman et Abraham Ruiz le résultat de l'impact cosmique d'un météoroïde de la pluie des Lyrides.